# 드와이트 게일
드와이트 데번 보이드 게일(Dwight Devon Boyd Gayle, 1990년 10월 17일 ~ )은 잉글랜드의 축구 선수이다. 현재 스토크 시티에서 스트라이커로 뛰고 있다.

## 수상 경력

### 클럽
뉴캐슬 유나이티드
- EFL 챔피언십: 2016-17

### 개인
- PFA 챔피언십 올해의 팀: 2016-17